# Rassenschande
Rassenschande (en alemán: lit. "desgracia racial") o Blutschande (en alemán: "desgracia de sangre") era un concepto anti-mestizaje encuadrado en la política racial nazi, relativo a las relaciones sexuales entre arios y no arios. Se puso en práctica mediante políticas como el requisito del certificado ario (Ariernachweis), y más tarde con las Leyes de Núremberg, adoptadas por unanimidad por el Reichstag el 15 de septiembre de 1935. Inicialmente, estas leyes se referían principalmente a las relaciones entre alemanes y no arios. En las primeras etapas, los culpables de estas prácticas fueron atacados informalmente pero luego pasaron a ser castigados de una manera sistemática por un aparato legal represivo.
En el curso de los años de guerra que siguieron, también fueron prohibidas por ley, las relaciones entre los alemanes Reichsdeutsche y los millones de Ostarbeiters extranjeros traídos a Alemania por la fuerza. Las autoridades alemanas hicieron un gran esfuerzo para inculcar a la población el rechazo hacia estas relaciones. La mano de obra esclava de Europa del Este al servicio de la economía de guerra alemana pronto se convirtió en objeto de abusos sexuales extendidos por parte de los trabajadores agrícolas y supervisores alemanes. Las mujeres y niñas, polacas y soviéticas, comenzaron a dar a luz tantos niños no deseados en las granjas, que tuvieron que crearse cientos de hogares especiales conocidos como Ausländerkinder-Pflegestätte (Centros de cuidados nazis para hijos de trabajadores extranjeros), para poder exterminar a los bebés de forma clandestina.

## Implementación

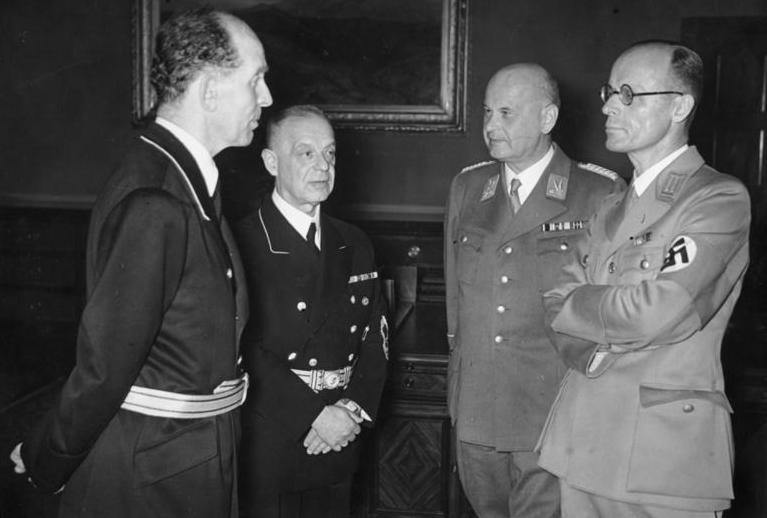
Una reunión de los cuatro nazis que impusieron la ideología nazi en el sistema legal de Alemania. De izquierda a derecha: Roland Freisler, Franz Schlegelberger, Otto Georg Thierack y Curt Rothenberger.

Ya en 1933, antes de su ascenso al poder, Adolf Hitler atribuía a menudo, la degradación moral de Alemania a la Rassenschande o "bastarización", una forma de manifestar a sus seguidores su continuo antisemitismo, que había sido atenuado para el consumo popular. Ya en 1924, el editor pronazi Julius Streicher abogó por la pena de muerte para los judíos que fueran declarados culpables de mantener relaciones sexuales con gentiles.
Cuando los nazis llegaron al poder, surgieron considerables enfrentamientos y luchas internas de opiniones contradictorias sobre lo que constituía un judío (se discutía cualquier cosa, desde antecedentes judíos completos hasta una decimosexta parte de sangre judía), lo que complicaba la definición legal del posible hecho delitivo. Algunos consideraban que el número de matrimonios mixtos era muy pequeño para ser dañino; sin embargo otros, como el juez Roland Freisler, consideraban esto irrelevante por la "traición racial" que suponía. Freisler publicó un panfleto que pedía prohibir las relaciones sexuales de "sangre mixta" en 1933, independientemente de la "sangre extranjera" involucrada, que se enfrentó fuertes críticas públicas y, que en ese momento, no tuvo el apoyo de Hitler. Su superior, Franz Gürtner, se opuso tanto por razones de apoyo popular como por cuestiones tan problemáticas como la existencia de personas que no sabían que tenían sangre judía, y que las acusaciones de sangre judía (verdadera o falsa) podrían usarse para chantajear.
Sin embargo, en ese momento, los funcionarios locales ya exigían que las parejas que pretendían contraer matrimonio demostraran que eran dignas de esta institución, con la presentación de pruebas de su ascendencia aria. En 1934, el ministro del Interior, Wilhelm Frick, advirtió a los funcionarios locales sobre la prohibición de tales matrimonios y en 1935, los autorizó a retrasar las solicitudes de matrimonios mixtos. Incluso antes de que se aprobaran las Leyes de Núremberg, las SS arrestaban asiduamente a los acusados de "corrupción racial" y los paseaban por las calles con pancartas al cuello que detallaban su supuesto crimen. Los Stormtroopers actuaron de manera abiertamente hostil hacia las parejas mixtas, así una joven fue obligada a desfilar por las calles, con el cabello rapado y una pancarta que decía: "Me he entregado a un judío". Los carteles se usaban asiduamente para provocar humillaciones. la revista pronazi Das Schwarze Korps, en su número de abril de 1935, pedía leyes en contra de estas relaciones como medida preferible a la violencia extralegal que se estaba cometiendo. y narraba una historia de un judío que había incitado a una empleada de diecisiete años a bañarse desnuda a medianoche, que la muchacha se había salvado del suicidio solo por la intervención de una patrulla de las SS y que una multitud había asedidado la casa del judío hasta que la policía lo tomó bajo su custodia. El Reichsführer-SS Heinrich Himmler fue el principal personaje detrás de las acusaciones de Rassenschande.

## Leyes de Núremberg
Artículo principal: Leyes de Núremberg
En la Alemania nazi, después de la aprobación de las Leyes de Núremberg en 1935, se prohibieron las relaciones sexuales y los matrimonios entre arios y no arios. Aunque las leyes al principio fueron principalmente contra los judíos, luego se extendieron a los romaníes, los negros y sus descendientes. Las personas acusadas de corrupción racial fueron humilladas públicamente al pasar por las calles con pancartas alrededor del cuello que proclamaban su crimen. Los condenados fueron condenados a un período de tiempo en un campo de concentración. Como las leyes mismas no permitían la pena de muerte para los acusados de corrupción racial, la jurisdicción lo omitió y convocó a tribunales especiales para permitir la pena de muerte para tales casos.
El alcance de la ley significaba que la policía no era suficiente para detectar infracciones; Más de tres quintos de todos los casos de la Gestapo fueron provocados por denuncias. Los alemanes que se habían casado con judíos y otros no arios antes de las Leyes de Núremberg no anularon sus uniones, pero fueron atacados y alentados a divorciarse de sus parejas existentes.
También se prohibió la violación de mujeres judías durante la Segunda Guerra Mundial, aunque esto hizo poco para detener a los soldados que a menudo mataban a la mujer después, para garantizar el silencio. En el único caso en el que los soldados alemanes fueron procesados por violación durante la campaña militar en Polonia, la violación en masa cometida por tres soldados contra la familia judía Kaufmann en Busko-Zdrój, el juez alemán condenó al culpable por la Rassenschande y no por violación.

## Trabajadores extranjeros
Después de la invasión de Polonia en 1939, los informes nazis de relaciones sexuales entre mujeres polacas y soldados alemanes provocaron una directiva emitida para la prensa para promulgar que los vínculos entre polacos y alemanes provocaron una disminución de la sangre alemana, y que cualquier conexión con la gente de extracción polaca era peligrosa. La prensa debía describir a los polacos en el mismo nivel que los judíos y los gitanos para desalentar las relaciones. El 8 de marzo de 1940, el gobierno alemán nazi emitió los decretos polacos con respecto a los trabajadores forzosos polacos en Alemania y declaró que cualquier polaco "que tenga relaciones sexuales con un hombre o mujer alemán, o se acerque a ellos de cualquier otra manera inapropiada, será castigado con la muerte".
Después del inicio de la guerra en el Este, la ley de corrupción racial se extendió técnicamente para incluir a todos los extranjeros (no alemanes). Himmler emitió un decreto el 7 de diciembre de 1942 que establecía que cualquier "relación sexual no autorizada" tendría como consecuencia la pena de muerte. La Gestapo persiguió las relaciones sexuales entre alemanes y los pueblos de Europa del Este sobre la base del "riesgo para la integridad racial de la nación alemana". Se emitió un nuevo decreto que pedía aplicar la pena de muerte no solo a los trabajadores esclavos del este que tenían relaciones sexuales con alemanes, sino también a los trabajadores esclavos de origen occidental, como los delincuentes franceses, belgas o británicos.
Durante la guerra, cualquier mujer alemana que tuviera relaciones sexuales con trabajadores extranjeros era humillada públicamente al ser llevada por las calles con la cabeza afeitada y una pancarta alrededor del cuello que detallaba su crimen.
Robert Gellately en su libro The Gestapo and German Society: Enforcing Racial Policy, 1933-1945 menciona casos en que las mujeres alemanas que violaron las leyes raciales nazis fueron castigadas.
En septiembre de 1940, Dora von Calbitz, quien fue declarada culpable de tener relaciones sexuales con un polaco, se afeitó la cabeza y fue colocada en la picota de su ciudad de Oschatz, cerca de Leipzig, con un cartel que proclamaba: "He sido un deshonroso La mujer alemana en eso busqué y tuve relaciones con los polacos. Al hacerlo, me excluí de la comunidad del pueblo".
En marzo de 1941, a una mujer alemana casada que tuvo una aventura con un prisionero de guerra francés le afeitaron la cabeza y marchó por la ciudad de Bramberg en la Baja Franconia con un cartel que decía: "He manchado el honor de la mujer alemana".
La política de prohibir las relaciones sexuales entre alemanes y trabajadores extranjeros se llevó a cabo en la medida en que surgió un caso de dos jóvenes alemanas, una (de 16 años) que fue violada y la otra (de 17 años) que fue agredida sexualmente, con la cabeza afeitada. y desfilaron por las calles con pancartas alrededor del cuello que decían que estaban "sin honor". El evento fue recibido con total desaprobación, pero se buscó imponer miedo al pueblo alemán para que evitaran a los polacos. Desde 1940 en adelante, los polacos fueron ahorcados en público sin juicio por tener relaciones sexuales con mujeres alemanas.
Durante la guerra, la propaganda nazi hizo un esfuerzo entre los alemanes para propagar el Volkstum ("conciencia racial"). Se emitieron folletos que alentaban a las mujeres alemanas a evitar las relaciones sexuales con trabajadores extranjeros traídos a Alemania y a verlos como un peligro para su "sangre" (es decir, la pureza racial). Particularmente con los Ostarbeiters, todas las relaciones sexuales, incluso aquellas que no resultaron en embarazo, fueron severamente castigadas. Para evitar violaciones de las leyes raciales alemanas, las órdenes estipulaban explícitamente que los trabajadores debían ser reclutados en igual número de hombres y mujeres, por lo que no se necesitarían burdeles. El programa para importar niñeras de Europa del Este, incluidas Polonia y Ucrania, resultaría en su trabajo con niños alemanes y, posiblemente, en explotación sexual; por lo tanto, esas mujeres tenían que ser aptas para la germanización.

## Propaganda
Inculcar la aceptación de esta prohibición, y la necesidad de higiene racial se extendió ampliamente en la propaganda nazi. A los oradores nazis se les ordenó que muchos alemanes no "reconocieran lo que estaba en juego", citando el título de un periódico que calificó la decisión de castigar las relaciones sexuales entre alemanes y judíos como "una decisión extraña". Incluso la propaganda extranjera instó a la importancia de prevenirla con sanciones.
El semanario Der Stürmer estaba preocupado por tales casos, y casi todos los problemas denunciaban delitos sexuales, a menudo con detalle gráfico, sobre judíos. Después de la publicación de las Leyes de Núremberg, Streicher en cuatro de los primeros ocho artículos del 1935 del Der Stürmer exigió la pena de muerte en casos de corrupción racial. Habitualmente se refería a las relaciones voluntarias como "violación" y "abuso sexual". El dibujante Fips retrató, por ejemplo, a una madre abatida fumando mientras descuidaba a su hijo en una casa de huéspedes solitaria, con una foto de su seductor judío en el suelo, con la leyenda: "Todo en ella ha muerto. Fue arruinada por un judío".
El Neues Volk, era una publicación mensual de la Oficina de Política Racial del NSDAP que respondía preguntas sobre relaciones raciales consideradas aceptables y que también incluía la promoción de la excelencia de la raza aria. Algunas de las respuestas informaban que incluso una mujer alemana infértil no podía casarse con un judío porque "ofende el honor del pueblo alemán" y debería romper la relación porque está en peligro de violar la ley. El matrimonio con un hombre chino, a pesar de que la mujer estaba embarazada, también estaba prohibido, y la oficina se encargó de que el hombre fuera deportado. Una mujer holandesa planteó preguntas no solo de sangre judía, sino de sangre no blanca de las colonias, sino que, de ser respondidas, sería aceptable. Un artículo también ordenaba que, si bien los trabajadores extranjeros eran bienvenidos, todas las relaciones sexuales estaban fuera de discusión.
También se utilizó la propaganda en el cine. En la película Friesennot, un personaje frisón se opone a que una niña mitad rusa y mitad frisona tenga una aventura con un ruso, porque la sangre frisona es mayor que la rusa; su asesinato por esto se presenta de acuerdo con la antigua costumbre germánica de "contaminación racial". En Die goldene Stadt, una inocente y joven campesina alemana de los Sudetes, permite que un checo la seduzca; Esta contaminación racial es una de las razones por las que ella se suicida, en un cambio deliberado insistido por el Ministerio de Propaganda, ya que la hija en desgracia debería sufrir más que el padre inocente, que se suicidó en la fuente. En Jud Süß, un judío persigue implacablemente a una criada aria pura, después de que arrestar y tortura al marido de la doncella y al ofrecerle liberarlo si lo acepta, ella se ahoga. En Die Reise nach Tilsit, una seductora polaca convence al marido alemán de que mate a su virtuosa esposa alemana para que huya con ella, pero el marido falla y, al final, contrito, regresa con su esposa.
Se hicieron repetidos esfuerzos para propagar el Volksturm, la conciencia racial y evitar las relaciones sexuales entre alemanes y trabajadores extranjeros. Los panfletos ordenaban a todas las mujeres alemanas que evitaran las relaciones sexuales con todos los trabajadores extranjeros traídos a Alemania como un peligro para su sangre.

### En la educación
La implementación comenzó en las escuelas tan rápidamente que la producción de libros no pudo seguir el ritmo; el ministerio sostuvo que ningún estudiante debería graduarse "a menos que haya percibido que el futuro de un Volk depende de la raza y la herencia y haya entendido la obligación que esto le impone", y por eso instó a que los cursos para maestros utilizasen materiales mimeografiados y libros de bajo costo. Los estudiantes recibieron poemas racistas para memorizar (derecha).

A mediados de la década de 1930, se produjeron materiales más sustanciales, incluidos muchos folletos como ¿Puedes pensar racialmente? El Catecismo Nacional Alemán, un folleto ampliamente utilizado en las escuelas, la incluía entre sus preguntas.
¿Qué es la corrupción racial?
Olvidando nuestro espíritu y nuestra sangre. Un desprecio descuidado de nuestra naturaleza y un desprecio por nuestra sangre. Ningún hombre alemán puede tomar a una mujer judía como esposa, y ninguna niña alemana puede casarse con un judío. Quienes lo hacen se excluyen de la comunidad del pueblo alemán. - Catecismo nacional alemán
"La cuestión judía en la educación", un folleto para maestros, lamentaba que muchas niñas y mujeres hubieran sido arruinadas por los judíos porque nadie les había advertido de los peligros, "nadie les presentó los secretos y las leyes de sangre y raza dados por Dios". Tales uniones podrían producir hijos de sangre mixta ("una criatura lamentable, sacudida de un lado a otro por la sangre de sus dos razas"), e incluso cuando no lo hicieron, "la maldición también se adhiere a la madre contaminada, y nunca la deja por el resto de su vida. La contaminación racial es muerte racial. La corrupción racial es asesinato sin sangre. Una mujer contaminada por el judío nunca puede librar a su cuerpo del veneno extraño que ha absorbido. Está perdida para su pueblo". La Liga de Niñas Alemanas fue particularmente considerada como instruyendo a las niñas a evitar la corrupción racial. El panfleto afirmaba además que los judíos evitaban tal mezcla racial, pero predicaban a otras naciones para debilitarlos.

## Sentencias
Según un artículo en Der Spiegel, entre 1936 y 1943, los nazis acusaron de corrupción racial, solo en Hamburgo, a 1.580 personas, de las que 429 fueron condenados.
El castigo por corrupción racial para los hombres era trabajo penal o prisión. Las mujeres quedaron (curiosamente) excluidas de la legislación penal (algunas dijeron, debido a la ideología que las presentaba como seductoras, en lugar de perpetradoras activas; algunas dijeron simplemente porque su testimonio era necesario y un testigo no necesitaba dar evidencia contra sí misma); sin embargo, podían ser juzgados por perjurio o delitos similares si trataban de proteger a su amante (presunto o real), o en todos los casos enviados a un campo de concentración (que no era parte del sistema de justicia, pero infligido por la Gestapo sin ningún tipo de control de legalidad). Cuando Himmler le preguntó a Hitler cuál debería ser el castigo de las mujeres declaradas culpables de corrupción racial, Hitler dijo "que les corten el pelo y las envíen a un campo de concentración". Julius Streicher y otros continuaron reclamando la pena de muerte, que en algunos casos en realidad se impuso, usando leyes para el castigo agravado si se usa un apagón en tiempo de guerra para cometer el "delito" (con el pretexto que Leo Katzenberger, por ejemplo, fue asesinado) "criminal habitual peligroso", y similares.